# 岩附由香
岩附 由香（いわつき ゆか、1974年12月17日 - ）は、日本の社会起業家、NGO活動家。特定非営利活動法人ACE代表。東京都生まれ。
桐朋学園小学校、桐朋女子中学校・高等学校卒業。上智大学文学部英文学科卒業。大阪大学大学院国際公共政策研究科（OSIPP）博士前期課程修了。
大学院在籍中の1997年にカイラシュ・サティヤルティ氏（2014年ノーベル平和賞受賞者）が呼びかけた「児童労働に反対するグローバルマーチ」を日本でも実現するためACEを学生5人で発足させる。代表を続けながら、NGO、企業、国際機関に務めた後、2006年米国ワシントンDCのウィンロック・インターナショナル（Winrock International）でフェローとして児童労働プロジェクトのベストプラクティス集の編纂に関わる。2007年からACEの活動に専念。
児童労働の問題に関心を持ったのは大学生の頃。留学していたアメリカから日本へ帰国する途中立ち寄ったメキシコで児童労働の現実を目の当たりにした。帰国後大学院に進学。在学中に国際子ども権利センターでボランティアとして活動し、この場で「児童労働に反対するグローバルマーチ」の開催を知る。

## 経歴
- 特定非営利活動法人 ACE　代表（1997年～現在）
- 特定非営利活動法人 国際協力NGOセンター　副理事長（2009年～2014年）
- 児童労働ネットワーク　事務局長（2004年～）
- 桜美林大学　講師（2009年～2017年3月まで）

## 著書

### 共著
- 白木朋子、水寄僚子『わたし8歳、カカオ畑で働きつづけて。―児童労働者とよばれる2億1800万人の子どもたち』合同出版、2007年。ISBN 978-4772604017。
- 認定NPO法人ACE『チェンジの扉』集英社、2018年

### 翻訳
- ヒューマン・ライツ・ウォッチ『インドの債務児童労働』明石書店、2004年。ISBN 978-4750319216。

### 執筆
- 「サプライチェーンと人権のCSR」『季刊労働法』234号　2011年9月15日発行
- ヒューマンライツナウ『人権で世界を変える30の方法』合同出版、2009年。ISBN 978-4772604376。
- アジア・太平洋人権情報センター『アジア・太平洋人権レビュー2004　企業の社会的責任と人権』現代人文社、2004年。ISBN 978-4877982096。

## メディアへの出演
- 2009年3月13日、 テレビ大阪『ボランティア21 第519回 「児童労働のない世界へ」』に出演[5]
- 2009年6月1日、 BSフジ『PRIME NEWS 「社会起業家が日本を変える！新・資本主義で経済再生」』に駒崎弘樹とともに出演
- 2011年5月30日、 朝日新聞「あの人とこんな話」[6]